# Manduca ishkal
Manduca ishkal är en fjärilsart som beskrevs av William Schaus 1932. Manduca ishkal ingår i släktet Manduca och familjen svärmare. Inga underarter finns listade i Catalogue of Life.